# Bitva u Karrh
Bitva u Karrh byla svedena v roce 53 př. n. l. poblíž parthského města Karrhy mezi římským vojskem vedeným Markem Liciniem Crassem a vojskem Parthů v čele se Súrénem, vojevůdcem krále králů Oróda II. Bitva skončila drtivým parthským vítězstvím především díky promyšlené taktice kontinuálního ostřelování římského vojska jízdními lučištníky.

## Předehra bitvy

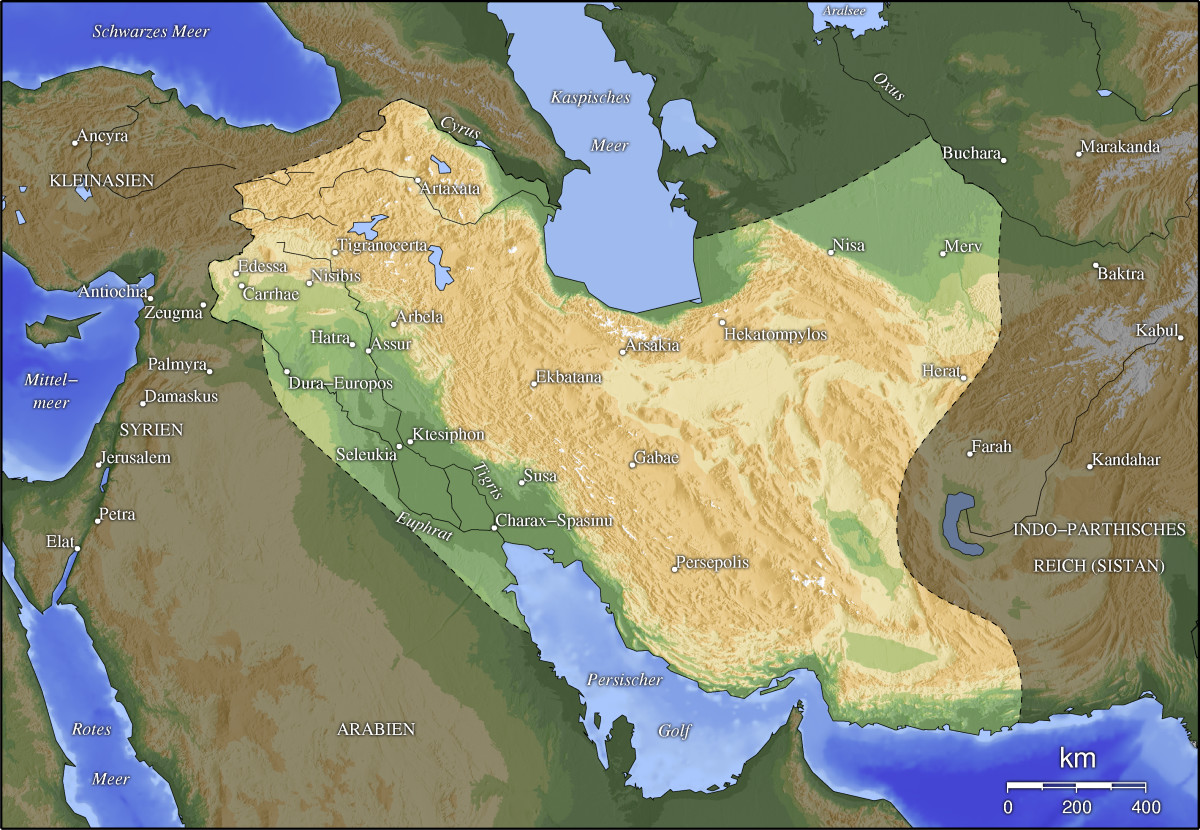
Rozsah Parthské říše. Karrhy se nacházejí na severozápadě

Marcus Licinius Crassus měl ze všech tří triumvirů nejslabší pozici v Římě. Byl sice ze všech tří nejbohatší, ale slávou se žádnému z nich nemohl rovnat. Caesar v té době úspěšně bojoval v Galii a Pompeius si již dříve získal slávu při svém východním tažení. Pro zvýšení své prestiže v Římě tedy zahájil Crassus ze Sýrie se sedmi legiemi v roce 53 př. n. l. tažení proti parthské říši. Po několikadenním pochodu po proudu řeky Eufrat opustil bezpečí řeky a vydal se na rovinatou poušť. Parthové disponovali vynikající jízdou a Crassovo rozhodnutí vydat se přes poušť bylo největší chybou jeho života. Jelikož válka mezi Římem a Parthskou říší probíhala již od roku 54 př. n. l., měl Súrénas dost času prostudovat římský způsob boje. Věděl, že v boji na blízko s použitím pěchoty se parthská armáda nemůže s legiemi měřit, zvolil tedy zcela jinou taktiku založenou pouze na jezdectvu.
Na počátku tažení nekladli Parthové Římanům žádný odpor. Při pochodu do nitra Parthie zvolil Crassus klasické rozestavení vojska – roztáhl své jednotky do linie a na křídla umístil jízdu. Avšak pak si to rozmyslel a vytvořil čtvercovou formaci (každou stranu čtverce tvořilo 12 kohort a část jízdy). Jeho legie pronikly až k řece Balissos, kde se chtěli římští velitelé utábořit. Avšak Crassus byl jiného názoru a rozhodl se pochodovat dále. Zde však již čekal nepřítel.

## Průběh bitvy
Proti sedmi římským legiím (asi 40 000 mužů) stálo 9 000 jízdních lučištníků a 1 000 elitních parthských těžkých jezdců (řecky zvaných katafraktoi - katafrakti). Jakmile byli Římané na dosah, uslyšeli obrovský hluk parthských bubnů a trumpet. Poté zahájili Parthové útok, ale jejich snaha zahnat Římany za pomoci dlouhých kopí nevyšla. Súrénas tedy své muže stáhl a nařídil jim obklíčit římskou formaci. Crassus odpověděl vysláním lehkooděnců. Jejich útok však skončil pod parthskými šípy. Když si Crassus uvědomil sílu nepřítele, bylo již pozdě. Súrénas svou armádou Římany obklopil a nařídil svým mužům ze všech stran pálit na bezmocné protivníky. Poté, co se Římané pokusili o protiútok, parthská jízda ustoupila, ale i nadále vystřelovala šípy.
Římané opakovaně postupovali směrem k Parthům, aby se pokusili zapojit do boje v těsné blízkosti, ale jízdní lučištníci byli vždy schopni bezpečně ustoupit a zároveň stále legionáře ostřelovat. Legionáři poté vytvořili těsnou obrannou formaci želva (testudo) spojením svých štítů dohromady. Tato formace však omezila jejich schopnost v boji zblízka. Parthští katafrakti tuto slabost využili a opakovaně napadali římskou linii, což způsobilo paniku a těžké ztráty. Když se Římané pokoušeli uvolnit svoji formaci, aby odrazili katafrakty, ti se rychle stáhli a lukostřelci na koních pokračovali ve střelbě na legionáře, kteří byli nyní více vystaveni sprškám střel. Crassus doufal, že jeho legionáři vydrží, dokud Parthům nedojdou šípy. Súrénas však použil tisíc „nákladních“ velbloudů k doplnění zásob šípů svých lukostřelců a ti tak mohli Římany ostřelovat prakticky bez přerušení. Parthské ostřelování si postupně vybíralo daň - římská zbroj sice velké množství střel zadržela, ale stále více šípů si nakonec našlo cestu a legionáře buď usmrtily nebo zranily.
V tomto okamžiku nařídil Crassus svému synovi Publiovi, aby se s 1 300 jezdci, osmi kohortami a 500 lučištníky pokusil vymanit z obklíčení. Publiovi se podařilo přinutit Parthy k ústupu, ale místo aby čekal na zbytek armády, vydal se pronásledovat ustupující Parthy. Ti ústup pouze předstírali, náhle se obrátili zpět a spolu s čerstvými silami obklíčili a pobili Publia i s jeho armádou. Poté jeho hlavu nabodli na oštěp, projížděli s ní kolem skleslých Římanů a začali opět podnikat drobné výpady.
Když nastala noc, Súrénas se rozhodl přerušit boj a Crassus se stáhl do města Karrh, kde přečkal příští den a v noci se pokusil odvést zbytky své armády zpět do Sýrie. Kvůli špatné viditelnosti se ale římská armáda rozdělila na menší skupiny. Crassovu skupinu Parthové obklíčili, ale nenapadli ji. Místo toho jim Súrénas nabídl mír. Crassus byl svými vojáky přinucen kapitulovat, a když dojel do parthského tábora, byl zajat a popraven. Podle legendy byl zabit tak, že mu nalili do krku roztavené zlato, čímž se chtěli vysmát jeho proslulé chamtivosti. Plútarchos uvádí, že Crassova useknutá hlava byla poté použita jako rekvizita pro část hry Bakchantky od Eurípida uvedené na banketu před králem Oródem.

## Důsledky bitvy
Bitva u Karrh byla jednou z největších porážek v římských dějinách. O život přišlo kolem 20 000 vojáků, 10 000 přeživších Římanů bylo zajato, což představuje 75% ztráty. Navíc se Parthové zmocnili sedmi orlů, tedy standart římských legií. Ztráty Parthů byly zanedbatelné.